# Hemorroidectomía
En medicina, se conoce como hemorroidectomia al procedimiento quirúrgico de extirpación de las hemorroides. Existen diferentes técnicas de cirugía que pueden aplicarse, tradicionalmente han existido dos alternativas, la técnica de Milligan y Morgan y la de Ferguson. Posteriormente se ha incorporado el procedimiento de esfinterectomia lateral interna y la hemorroidectomía con láser. En 1995 se propuso una nueva técnica denominada desarterialización hemorroidal transanal. Ninguno de estos procedimientos están exentos de complicaciones y fracasos terapéuticos y no existe una recomendación de aceptación general para elegir uno de los métodos quirúrgicos, en la elección de la técnica el cirujano estará influido por su predilección basada en la experiencia personal. La hemorroidectomia se reserva en general para las hemorroides en fase avanzada, grados III y IV, desaconsejándose para los casos leves de grado I y II.